# Rosehill Cemetery

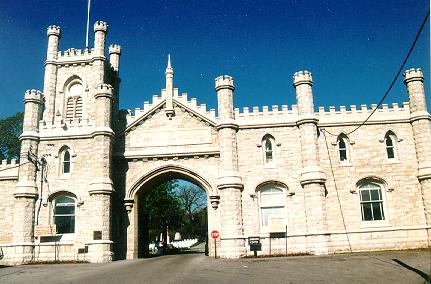
Hoofdingang

Rosehill Cemetery is een begraafplaats gelegen in Chicago in de Verenigde Staten. Op deze begraafplaats liggen tal van beroemdheden begraven.
Een overzicht van beroemdheden die hier begraven liggen:
- William W. Boyington (1818-1898)
- Avery Brundage (1887-1975)
- Charles Dawes (1865-1951)
- Elisha Gray (1835-1901)
- Peter Lutkin (1858-1931)
- Robert McWade (1872-1938)
- Milton Sills (1882-1930)